# Ernst Svensson
Ernst Walfrid Svensson, född 7 juni 1877 i Halmstad, död där 17 december 1944, var en svensk tidningsman. Han var bror till Henrik F. Svensson.
Svensson, som var son till boktryckaren Johan A. Svensson och Betty Wretlind, bedrev konstindustriella studier i Stockholm 1894–1896. Han var medarbetare i Hallandsposten 1898, dess redaktionssekreterare 1899–1906 samt redaktör från hösten 1908 till 1936. Han använde bland annat signaturen S:t Arnold. 